# 三遊亭圓龍
三遊亭 圓龍（さんゆうてい えんりゅう）は落語の名跡。過去に3人ほど確認されている。現在は空き名跡。
- 銚遊亭圓龍 - 『東都噺者師弟系図』『落語家奇奴部類』では初代三遊亭圓生門人としてみえる。
- 三遊亭圓龍 - 最初上方で土橋亭龍喬。1885年正月から東京に出向き三遊亭圓朝の門で圓龍を貰い、地方廻りに専らにした。（本名：藤井久五郎、長野出身）
- 三遊亭圓龍 - 後∶三遊亭圓駒

三遊亭 圓龍（さんゆうてい えんりゅう、1939年2月20日 - 2021年8月20日）は、東京都杉並区高円寺出身の落語家。落語協会所属。本名∶水野 孝雄。出囃子は『末広狩』。以前はプロダクション・タンクに所属していた。

## 来歴
1939年2月20日東京都杉並区高円寺生まれ。1945年3月山梨県高根町（現：北杜市）に引っ越す。
8年間勤めた松井証券を退社後1965年2月に六代目三遊亭圓生に入門し「旭生」を名乗る。
1969年4月、柳家小団治、柳家小三太、七代目むかし家今松と共に二ツ目昇進。1978年6月に落語協会分裂騒動で師匠の圓生に従って落語協会を脱退し、新団体の落語三遊協会に加わるが、1979年9月に圓生が死去。1980年2月に落語三遊協会解散に伴い、落語協会に復帰する。
1981年3月に柳家さん喬、六代目五街道雲助、七代目むかし家今松、三遊亭歌司、二代目金原亭馬の助、橘家竹蔵と共に真打昇進、「圓龍」に改名。
2018年4月8日、お江戸日本橋亭「怖いはなしの会」で『骨違い』を演じて引退。
2021年8月20日、午前9時30分、悪性腫瘍により東京都内の自宅で死去。82歳没。
2022年2月20日、有志によるクラウドファウンディングと、生前の記録をYouTube上に配信する活動を開始。

## 芸歴
- 1965年2月 - 六代目三遊亭圓生に入門、前座名「旭生」。
- 1969年4月 - 二ツ目昇進。
- 1981年3月 - 真打昇進、「圓龍」と改名。
- 2018年 - 引退。

## 人物
三遊亭圓生に入門した当時から柏木のマンションに通う。入門当時から体重100kgであった。
師匠の新団体設立と解散に伴い、内定していた真打昇進が2度白紙になるという珍しい経験をしている。
落語協会に戻ったあとも冷遇されている。真打昇進前の落語新人大会の決勝にて「阿武松」を熱演したが、当時審査員をしていた柳家小さんに「落語は笑わせる噺で評価すべき」と言われ優勝できなかった過去を持つ。真打昇進について時期が延びたことを小さんから直接、謝られたこともある。
三遊亭歌司、三遊亭圓丈、古今亭志ん駒、柳家さん遊、柳家小団治、柳家さん八、むかし家今松、古今亭志ん五、金原亭馬の助、橘家竹蔵、柳家小袁治と共に同期会「落友舎」を結成している。
国立演芸場に来ていた三代目桂米朝から「持参金」を稽古付けてもらい、（米朝に許可を得て）東京落語風に形を変えて演じている。
歌舞音曲に造詣深く、笛・太鼓・ピアノ・バイオリンと多くの楽器を演奏する。三味線を弾きながら落語をすることもあり、圓生が独演会で使うほど見事な腕前だと評される。
元大相撲力士の巨砲丈士に顔が似ていることから「落語界の巨砲」と自称していた。のちに「落語界の久島海」と改めている。

## メディア
- 円龍のそば行脚 落語家が選んだ東京23区内のそば屋308 ISBN 9784817080844 日貿出版社
- 円龍の下町人情味処 山と渓谷社
- 絶対面白い小噺三百選 噺家のネタ帖　ISBN 9784778107086 心交社
- 二八人二八演 あたしが大好きな噺家と噺のお話 ISBN  9784862381996　バジリコ
- 内儀さんだけはしくじるな―目白・柏木・黒門町 ISBN 9784163704005　文藝春秋 - 古今亭 八朝/岡本 和明【編】 - 六代目 三遊亭圓生夫人(山崎はな）を語る座談会に登場。